# RCW 47
RCW 47 è una nebulosa a emissione visibile nella costellazione australe della Carena.
Si osserva nella parte settentrionale della costellazione, poco a nord del brillante ammasso aperto NGC 3114; è situata sul bordo più occidentale della brillante regione dell'Arco della Carena, sul Braccio del Sagittario e appare piuttosto debole, fuori dalla portata di un binocolo, mentre può essere fotografata attraverso un telescopio. La sua declinazione è fortemente australe e ciò comporta che dalle regioni boreali la sua osservazione sia possibile solo a partire dalle regioni temperate più meridionali; dall'emisfero australe invece è osservabile per quasi tutte le notti dell'anno e risulta persino circumpolare dalle latitudini temperate. Il periodo migliore per la sua osservazione nel cielo serale è compreso fra i mesi di febbraio e giugno.
Si tratta di una regione H II dall'aspetto irregolare, situata alla distanza di circa 3200 parsec (10430 anni luce); essa costituisce la parte ionizzata della nube molecolare gigante [GCB88] 3, un vasto sistema nebuloso delle dimensioni di almeno 100 parsec e una massa stimata in circa 2.250.000 M⊙. Le fonti della ionizzazione dei gas della nube sarebbero le due giganti blu HD 302505 e HD 302501; al suo interno si trovano diverse stelle giovani, fra le quali spicca la stella Be HD 87643, coincidente con la sorgente di radiazione infrarossa IRAS 10028-5825. Sebbene non sia particolarmente luminosa né nella banda della luce visibile né all'infrarosso, la nube appare discretamente visibile alle onde radio.